# Liste des résolutions du Conseil de sécurité des Nations unies sur la République centrafricaine
Cet article dresse une liste des résolutions du Conseil de sécurité des Nations unies concernant la République centrafricaine.

## République centrafricaine
La République centrafricaine, aussi appelée Centrafrique, en sango Ködörösêse tî Bêafrîka
- Résolution 154 : admission de la République centrafricaine (adoptée le 23 août 1960).
- Résolution 1125 : situation en République centrafricaine
- Résolution 1136 : situation en République centrafricaine
- Résolution 1152 : la situation en République centrafricaine.
- Résolution 1155 : la situation en République centrafricaine.
- Résolution 1159 : la situation en République centrafricaine.
- Résolution 1182 : la situation en République centrafricaine.
- Résolution 1201 : la situation en République centrafricaine.
- Résolution 1230 : la situation en République centrafricaine
- Résolution 1271 : la situation en République centrafricaine.
- Résolution 1457 : la situation concernant la république démocratique du Congo.
- Résolution 1778 : la situation au Tchad, en République centrafricaine et dans la sous-région.
- Résolution 1834 : la situation au Tchad, en République centrafricaine et dans la sous-région.
- Résolution 1861 : la situation au Tchad, en République centrafricaine et dans la sous-région.
- Résolution 1922 : la situation au Tchad, en République centrafricaine et dans la sous-région.
- Résolution 1923 : la situation au Tchad, en République centrafricaine et dans la sous-région.
- Résolution 2031 : la situation en République centrafricaine (adoptée le 21 décembre 2011).
- Résolution 2088 : la situation en République centrafricaine (adoptée le 24 janvier 2013 lors de la 6907e séance).
- Résolution 2121 : la situation en République centrafricaine (adoptée le 10 octobre 2013 lors de la 7042e séance).
- Résolution 2127 : la situation en République centrafricaine (adoptée le 5 décembre 2013 lors de la 7072e séance).
- Résolution 2134 : la situation en République centrafricaine. (adoptée le 28 janvier 2014).
- Résolution 2149 : la situation en République centrafricaine. (adoptée le 10 avril 2014).
- Résolution 2181 : la situation en République centrafricaine (adoptée le 21 octobre 2014 lors de la 7280e séance).
- Résolution 2196 : la situation en République centrafricaine (adoptée le 22 janvier 2015 lors de la 7366e séance).
- Résolution 2212 : la situation en République centrafricaine (adoptée le 26 mars 2015).
- Résolution 2217 : la situation en République centrafricaine (adoptée le 28 avril 2015).
- Résolution 2339 : la situation en République centrafricaine (adoptée le 27 janvier 2017).
- Résolution 2399 : la situation en République centrafricaine (adoptée le 30 janvier 2018)
- Résolution 2446 : la situation en République centrafricaine (adoptée le 15 novembre 2018)
- Résolution 2448 : la situation en République centrafricaine (adoptée le 13 décembre 2018)
- Résolution 2454 : la situation en République centrafricaine (adoptée le 31 janvier 2019)
- Résolution 2499 : la situation en République centrafricaine (adoptée le 4 décembre 2019)
- Résolution 2552 : la situation en République centrafricaine (adoptée le 12 novembre 2020)
- Résolution 2262 : la situation en République centrafricaine (adoptée le 27 janvier 2016).
- Résolution 2264 : la situation en République centrafricaine (adoptée le 9 février 2016).
- Résolution 2281 : la situation en République centrafricaine (adoptée le 26 avril 2016).
- Résolution 2301 : la situation en République centrafricaine (adoptée le 26 juillet 2016).
- Résolution 2339 : la situation en République centrafricaine (adoptée le 27 janvier 2017).
- Résolution 2387 : la situation en République centrafricaine (adoptée le 15 novembre 2017)
- Résolution 2488 : la situation en République centrafricaine (adoptée le 12 septembre 2019)
- Résolution 2507 : la situation en République centrafricaine (adoptée le 31 janvier 2020)
- Résolution 2536 : la situation en République centrafricaine (adoptée le 28 juillet 2020)
- Résolution 2566 : la situation en République centrafricaine (adoptée le 12 mars 2021)
- Résolution 2567 : la situation en République centrafricaine (adoptée le 12 mars 2021)
- Résolution 2588 : la situation en République centrafricaine (adoptée le 29 juillet 2021)
- Résolution 2605 : la situation en République centrafricaine (adoptée le 12 novembre 2021)
- Résolution 2648 : la situation en République centrafricaine (adoptée le 29 juillet 2022)
- Résolution 2659 : la situation en République centrafricaine (MINUSCA) (adoptée le 14 novembre 2022)
- Résolution 2693 : La situation en République centrafricaine (adoptée le 27 juillet)
- Résolution 2709 : La situation en République centrafricaine (MINUSCA) (adoptée le 15 novembre 2023)